# Потапенко, Филипп Алексеевич
Фили́пп Алексе́евич Пота́пенко (1922—1943) — советский военный. Участник Великой Отечественной войны. Герой Советского Союза (1943). Капитан.

## Биография

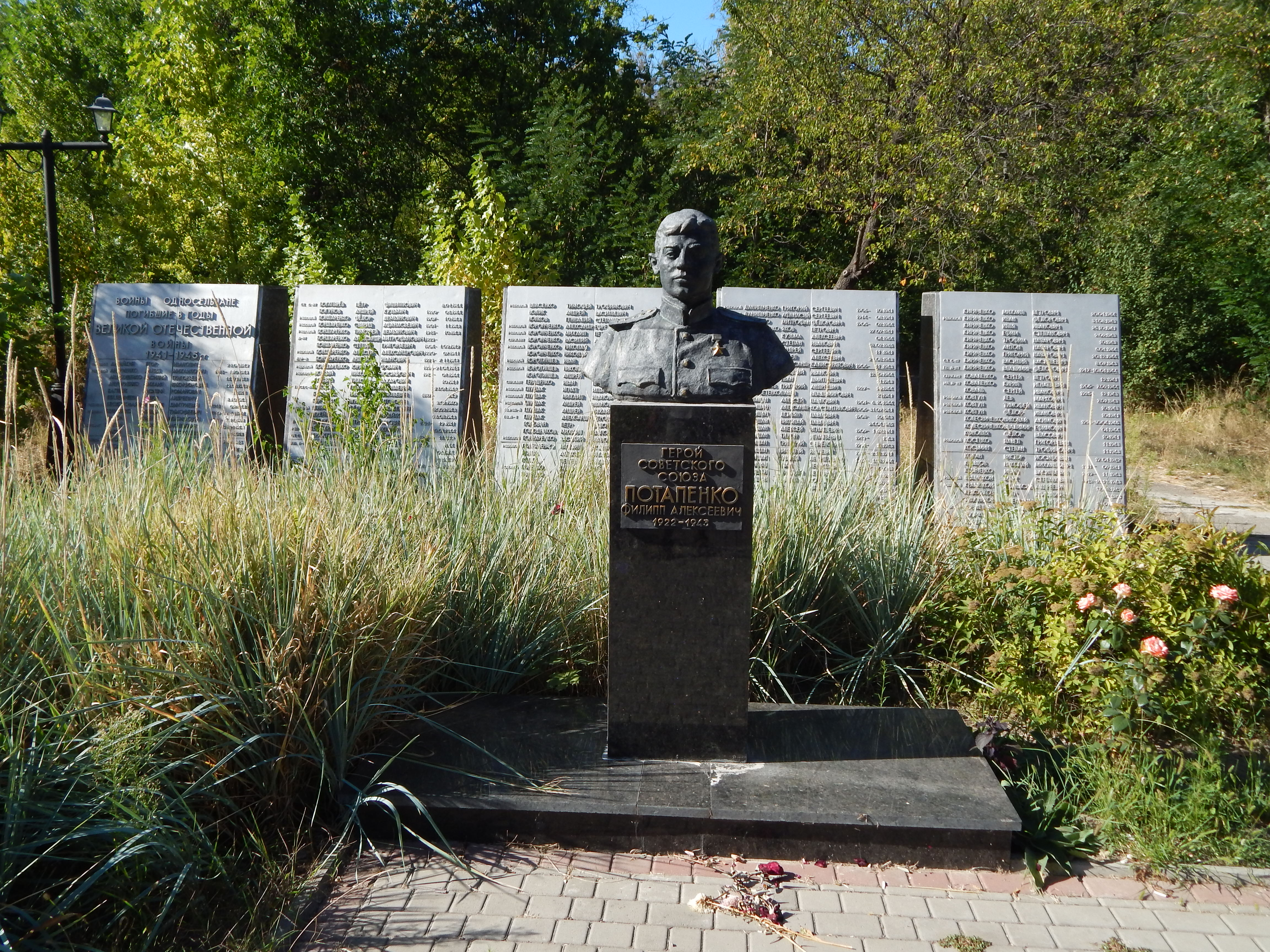
Бюст Героя Советского Союза Ф. А. Потапенко. Посёлок Бабаи, Харьковская область, Украина

Филипп Алексеевич Потапенко родился 16 июля 1922 года в селе Пересечная Харьковского уезда Харьковской губернии Украинской ССР (ныне село Дергачёвского района Харьковской области Украины) в семье рабочего Алексея Даниловича Потапенко. Украинец. В раннем детстве с родителями переехал в село Бабаи. Окончил семь классов школы. До призыва на военную службу работал слесарем.
В ряды Рабоче-крестьянской Красной Армии Ф. А. Потапенко был призван Харьковским районным военкоматом в июне 1941 года и направлен в Харьковское училище химической защиты Красной Армии. С приближением немецко-фашистских войск к Харькову вместе с училищем курсант Ф. А. Потапенко эвакуировался в Ташкент, где завершил обучение. Зимой 1942 года лейтенант Потапенко получил направление в 69-ю стрелковую дивизию, формирование которой завершалось в Среднеазиатском военном округе, и был назначен начальником службы химической защиты 237-го стрелкового полка. В боях с немецко-фашистскими захватчиками Филипп Алексеевич с 1 апреля 1942 года. Боевое крещение принял в оборонительных боях у села Барятино Барятинского района Смоленской области, где 69-я стрелковая дивизия в составе 50-й армии Западного фронта вела бои до января 1943 года. Затем дивизия была выведена в тыл для пополнения и в феврале 1943 года была брошена на отражение немецкого наступления на участке 65-й армии Центрального фронта в районе посёлков Топоричный и Плоское Дмитровского района Орловской области. Позднее она вела оборонительные бои на северном фасе Курской дуги на рубеже Хлебтово — Берёзовка.
Служба химической защиты не относилась к строевой и считалась относительно безопасной. Её подразделения находились в тылу своего полка и в непосредственных боестолкновениях с врагом практически не участвовали. К исполнению своих непосредственных обязанностей служба из-за специфики оборонительных боёв также привлекалась редко. Филипп Алексеевич несколько раз писал рапорты о переводе в строевую часть, но безрезультатно. По-настоящему отличиться в должности начальника службы химической защиты старшему лейтенанту Ф. А. Потапенко удалось в июне 1943 года. Накануне Курской битвы подразделения 69-й стрелковой дивизии вели бои местного значения за улучшение позиций на реке Усожа. 1 июня 1943 года батальоны 237-го стрелкового полка наступали на посёлок Ямный. Дымовики начхима Ф. А. Потапенко получили приказ прикрыть дымовой завесой наступающую пехоту. Отлично выполнив боевую задачу, Филипп Алексеевич отвёл своих бойцов на исходную позицию. Однако когда в атаку поднялась вторая цепь, противник неожиданно открыл пулемётный огонь с фланга, вынудив пехоту залечь. Быстро оценив сложившуюся ситуацию, старший лейтенант Потапенко с бойцами химзащиты быстро выдвинулся вперёд, и установив дымовую завесу, с криком: «За Родину! За Сталина!» поднял пехоту в атаку. В ходе наступления Потапенко со своими дымовиками шёл впереди наступающих стрелковых подразделений, разбрасывая дымовые шашки, пока не был ранен в ногу.
В сентябре 1943 года Ф. А. Потапенко вернулся из госпиталя в свою дивизию уже в звании капитана. В штабе его вновь определили на прежнюю должность, однако на этот раз кандидат в члены ВКП(б) Ф. А. Потапенко проявил настойчивость и добился того, что 21 сентября 1943 года его назначили на должность исполняющего обязанности заместителя командира 1-го стрелкового батальона по строевой части 237-го стрелкового полка. В новой должности капитан Ф. А. Потапенко отличился уже в первых боях в ходе Черниговско-Припятской операции, продемонстрировав железную волю, целеустремлённость, решительность действий, отличное знание тактики ведения боя стрелковым батальоном и умелую организацию управления вверенным ему соединением. 30 сентября 1943 года с первым штурмовым отрядом Филипп Алексеевич форсировал реку Сож у села Карповка, и захватив плацдарм, обеспечил переправу своего полка. Немцы, подтянув значительные резервы, перешли в контрнаступление. В жарких боях в междуречье Сожа и Днепра из строя вышли все командиры стрелковых батальонов полка. Приняв командование батальонами на себя, капитан Ф. А. Потапенко отразил 10 контратак противника, уничтожив до 200 вражеских солдат и офицеров, чем вынудил немцев перейти к обороне.
После захвата войсками 65-й армии плацдармов на правом берегу Сожа и их закрепления немецкое командование значительно усилило оборону Восточного вала по правому берегу Днепра к северу от Лоева и подтянуло туда дополнительные резервы. Зная о сосредоточении в междуречье Сожа и Днепра двух стрелковых корпусов 65-й армии, противник ожидал главного удара на этом направлении и хорошо подготовился к обороне. По этой причине командование 65-й армии разработало план по форсированию Днепра, согласно которому основные силы армии должны были переправиться через реку южнее Лоева, где немецкая оборона была значительно слабее, в то время как оставшиеся в междуречье Сожа и Днепра войска наносили отвлекающий удар. С этой целью 18-й стрелковый корпус, в состав которого входила и 69-я стрелковая дивизия, был скрытно выведен с правого берега Сожа и переброшен к Днепру в район между озером Святое и селом Радуль. Днём 16 октября 1943 года с частью своего батальона капитан Ф. А. Потапенко под огнём противника первым переправился через Днепр и захватил плацдарм в районе села Щитцы Лоевского района Гомельской области Белорусской ССР. Организовав оборону плацдарма, Филипп Алексеевич вернулся на левый берег реки и подготовил к переправе оставшуюся часть батальона. Однако при втором форсировании Днепра он был тяжело ранен. Капитана Ф. А. Потапенко доставили в полевой госпиталь в селе Радуль, но 21 октября 1943 года от полученных ранений он скончался. Указом президиума Верховного Совета СССР от 30 октября 1943 года капитану Потапенко Филиппу Алексеевичу было присвоено звание Героя Советского Союза посмертно. Похоронен Ф. А. Потапенко в братской могиле советских воинов в парке в центре села Радуль Репкинского района Черниговской области Украины.

## Награды
- Медаль «Золотая Звезда» (30.10.1943);
- орден Ленина (30.10.1943);
- орден Красной Звезды (28.06.1943).

## Память
- Бюст Героя Советского Союза Ф. А. Потапенко установлен в посёлке Бабаи Харьковской области Украины.
- Имя Героя Советского Союза Ф. А. Потапенко увековечено в селе Пересечная Харьковской области на мемориальном комплексе уроженцам села, погибшим в годы Великой Отечественной войны.
- Имя Героя Советского Союза Ф. А. Потапенко носит Бабаёвская общеобразовательная школа (посёлок Бабаи, Украина), в школе действует музей Ф. А. Потапенко.

## Документы
- Общедоступный электронный банк документов «Подвиг Народа в Великой Отечественной войне 1941—1945 гг.» Дата обращения: 1 февраля 2013. Архивировано из оригинала 13 марта 2012 года.

Представление к званию Героя Советского Союза и указ ПВС СССР о присвоении звания. Дата обращения: 1 февраля 2013. Архивировано 7 февраля 2013 года.
Орден Красной Звезды (наградной лист и приказ о награждении). Дата обращения: 1 февраля 2013. Архивировано 7 февраля 2013 года.
- Обобщенный банк данных «Мемориал». Дата обращения: 1 февраля 2013. Архивировано из оригинала 10 мая 2012 года.

ЦАМО, ф. 33, оп. 11458, д. 160.
ЦАМО, ф. 33, оп. 11458, д. 74.
Информация из списков захоронения ЗУ380-25-33., Учётная карточка захоронения ЗУ380-25-33.
Схема захоронения ЗУ380-25-33.